# Raphitoma
Raphitoma is een geslacht van weekdieren uit de klasse van de Gastropoda (slakken).

## Soorten
- Raphitoma alida Pusateri & Giannuzzi-Savelli, 2016
- Raphitoma alleryana (Sulliotti, 1889)
- Raphitoma alternans (Monterosato, 1884)
- Raphitoma andrehoaraui Pelorce & Horst, 2020
- Raphitoma antipolitana Pelorce & Horst, 2020
- Raphitoma antonjanseni Marquet, 1998 †
- Raphitoma arenosa Lozouet, 2017 †
- Raphitoma arnoldi (Pallary, 1906)
- Raphitoma asperata Lozouet, 2017 †
- Raphitoma atropurpurea (Locard & Caziot, 1900)
- Raphitoma azuari Pelorce & Horst, 2020
- Raphitoma bartolinorum Pusateri & Giannuzzi-Savelli, 2018
- Raphitoma belliana Finlay, 1927 †
- Raphitoma bernardoi Rolán, Otero-Schmitt & F. Fernandes, 1998
- Raphitoma bertrandiana (Millet, 1865) †
- Raphitoma bicolor (Risso, 1826)
- Raphitoma bourguignati (Locard, 1891)
- Raphitoma bracteata (Pallary, 1904)
- Raphitoma brunneofasciata Pusateri, Giannuzzi-Savelli & Oliverio, 2013
- Raphitoma christfriedi Rolán, Otero-Schmitt & F. Fernandes, 1998
- Raphitoma columnae (Scacchi, 1835) †
- Raphitoma contigua (Monterosato, 1884)
- Raphitoma corbis (Potiez & Michaud, 1838)
- Raphitoma cordieri (Payraudeau, 1826)
- Raphitoma densa (Monterosato, 1884)
- Raphitoma digiulioi Pusateri & Giannuzzi Savelli, 2017
- Raphitoma ebreorum Pusateri & Giannuzzi-Savelli, 2018
- Raphitoma echinata (Brocchi, 1814) †
- Raphitoma exasperata Lozouet, 2017 †
- Raphitoma farolita F. Nordsieck, 1977
- Raphitoma formosa (Jeffreys, 1867)
- Raphitoma georgesi Ceulemans, Van Dingenen & Landau, 2018 †
- Raphitoma griseomaculata Pusateri & Giannuzzi-Savelli, 2018
- Raphitoma hispidella Giannuzzi-Savelli & Pusateri, 2019
- Raphitoma histrix Bellardi, 1847 †
- Raphitoma horrida (Monterosato, 1884)
- Raphitoma kharybdis Pusateri & Giannuzzi-Savelli, 2018
- Raphitoma landreauensis Ceulemans, Van Dingenen & Landau, 2018 †
- Raphitoma laviae (Philippi, 1844)
- Raphitoma lilliputiana Lozouet, 2017 †
- Raphitoma lineolata (Bucquoy, Dautzenberg & Dollfus, 1883)
- Raphitoma locardi Pusateri, Giannuzzi-Savelli & Oliverio, 2013
- Raphitoma mediodenticulata Lozouet, 2017 †
- Raphitoma melitis Kontadakis & Mbazios, 2019
- Raphitoma mirabilis (Pallary, 1904)
- Raphitoma neoscapulata Lozouet, 2017 †
- Raphitoma nivea (J. T. Marshall in Sykes, 1906)
- Raphitoma oblonga (Jeffreys, 1867)
- Raphitoma pallaryi F. Nordsieck, 1977
- Raphitoma palumbina Ceulemans, Van Dingenen & Landau, 2018 †
- Raphitoma papillosa (Pallary, 1904)
- Raphitoma perinsignis (E. A. Smith, 1884)
- Raphitoma petanii Prkić, Giannuzzi-Savelli & Pusateri, 2020
- Raphitoma philberti (Michaud, 1829)
- Raphitoma pleurotomelloides Lozouet, 2017 †
- Raphitoma pruinosa (Pallary, 1906)
- Raphitoma pseudoconcinna Ceulemans, Van Dingenen & Landau, 2018 †
- Raphitoma pseudohystrix (Sykes, 1906)
- Raphitoma pumila (Monterosato, 1890)
- Raphitoma pupoides (Monterosato, 1884)
- Raphitoma purpurea (Montagu, 1803)
- Raphitoma pusaterii Prkić & Giannuzzi-Savelli, 2020
- Raphitoma pycnum Lozouet, 1999 †
- Raphitoma radula (Monterosato, 1884)
- Raphitoma scapulata Lozouet, 2017 †
- Raphitoma skylla Pusateri & Giannuzzi-Savelli, 2018
- Raphitoma smriglioi Pusateri & Giannuzzi-Savelli, 2013
- Raphitoma sophiae Kontadakis & Polyzoulis, 2019
- Raphitoma spadiana Pusateri & Giannuzzi-Savelli, 2012
- Raphitoma stanici Prkić, Giannuzzi-Savelli & Pusateri, 2020
- Raphitoma strucki (Maltzan, 1883)
- Raphitoma suberinacea Lozouet, 2017 †
- Raphitoma subfragilis Lozouet, 2017 †
- Raphitoma syrtensis F. Nordsieck, 1977
- Raphitoma turtaudierei Ceulemans, Van Dingenen & Landau, 2018 †
- Raphitoma vercongetorixi Ceulemans, Van Dingenen & Landau, 2018 †
- Raphitoma vitiosa Lozouet, 1999 †
- Raphitoma volutella (Kiener, 1839) †
- Raphitoma zelotypa Rolán, Otero-Schmitt & F. Fernandes, 1998

### Taxon inquirendum
- Raphitoma maculosa Høisæter, 2016
- Raphitoma tomentosa F. Nordsieck, 1968

### Nomen dubium
- Raphitoma curta Fenaux, 1942

### Synoniemen
- Raphitoma (Cyrtoides) F. Nordsieck, 1968 => Raphitoma Bellardi, 1847
- Raphitoma (Cyrtoides) rudis (Scacchi, 1836) => Raphitoma pupoides (Monterosato, 1884)
- Raphitoma (Leufroyia) Monterosato, 1884 => Leufroyia Monterosato, 1884
- Raphitoma (Leufroyia) concinna (Scacchi, 1836) => Raphitoma concinna (Scacchi, 1836) => Leufroyia concinna (Scacchi, 1836)
- Raphitoma (Leufroyia) boothii (J. Smith, 1839) => Raphitoma concinna (Scacchi, 1836) => Leufroyia concinna (Scacchi, 1836)
- Raphitoma (Leufroyia) scacchii De Casa & Hallgass, 1979 => Raphitoma concinna (Scacchi, 1836) => Leufroyia concinna (Scacchi, 1836)
- Raphitoma (Philbertia) Monterosato, 1884 => Raphitoma Bellardi, 1847
- Raphitoma (Philbertia) bourguignati (Locard, 1891) => Raphitoma bourguignati (Locard, 1891)
- Raphitoma (Philbertia) flavida F. Nordsieck, 1977 => Raphitoma densa (Monterosato, 1884)
- Raphitoma (Raphitoma) Bellardi, 1848 => Raphitoma Bellardi, 1847
- Raphitoma aequalis (Jeffreys, 1867) => Cyrillia aequalis (Jeffreys, 1867)
- Raphitoma affine Locard, 1891 => Bela nebula (Montagu, 1803)
- Raphitoma amoena Sars G.O., 1878 => Nepotilla amoena (G.O. Sars, 1878)
- Raphitoma angusta Bellardi, 1847 † => Agathotoma angusta (Bellardi, 1847) †
- Raphitoma antonjanssei Marquet & Landau, 2006 † => Raphitoma antonjanseni Marquet, 1998 †
- Raphitoma asperrima (T. Brown, 1827) => Trophonopsis muricata (Montagu, 1803)
- Raphitoma barbierii Brusina, 1866 => Drilliola loprestiana (Calcara, 1841)
- Raphitoma bedoyai Rolán, Otero-Schmitt & F. Fernandes, 1998 => Daphnella bedoyai (Rolán, Otero-Schmitt & F. Fernandes, 1998)
- Raphitoma bofilliana (Sulliotti, 1889) => Raphitoma alleryana (Sulliotti, 1889)
- Raphitoma brachystoma (Philippi, 1844) => Sorgenfreispira brachystoma (Philippi, 1844)
- Raphitoma brevis F. Nordsieck, 1977 => Raphitoma brunneofasciata Pusateri, Giannuzzi-Savelli & Oliverio, 2013
- Raphitoma concinna (Scacchi, 1836) => Leufroyia concinna (Scacchi, 1836)
- Raphitoma confusa Locard, 1897 => Sorgenfreispira brachystoma (Philippi, 1844)
- Raphitoma confusum Locard, 1897 => Sorgenfreispira brachystoma (Philippi, 1844)
- Raphitoma corimbensis Rolán, Otero-Schmitt & F. Fernandes, 1998 => Daphnella corimbensis (Rolán, Otero-Schmitt & F. Fernandes, 1998)
- Raphitoma cylindracea => Raphitoma locardi Pusateri, Giannuzzi-Savelli & Oliverio, 2013
- Raphitoma decussatum Locard, 1891 => Bela decussata (Locard, 1891)
- Raphitoma detexta Bellardi, 1877 † => Bela detexta (Bellardi, 1877) †
- Raphitoma divae Carrozza, 1984 => Raphitoma pseudohystrix (Sykes, 1906)
- Raphitoma elegans (Donovan, 1804) => Cyrillia linearis (Montagu, 1803)
- Raphitoma ephesina Pusateri, Giannuzzi Savelli & Stahlschmidt, 2017 => Cyrillia ephesina (Pusateri, Giannuzzi-Savelli & Stahlschmidt, 2017)
- Raphitoma erronea (Monterosato, 1884) => Leufroyia erronea Monterosato, 1884
- Raphitoma exstriolata Cerulli-Irelli, 1910 => Mangelia costulata Risso, 1826
- Raphitoma flavida F. Nordsieck, 1977 => Raphitoma densa (Monterosato, 1884)
- Raphitoma gougeroti J. K. Tucker & Le Renard, 1993 † => Amblyacrum gougeroti (J. K. Tucker & Le Renard, 1993) †
- Raphitoma hispida Bellardi, 1877 † => Bela hispida (Bellardi, 1877) †
- Raphitoma hispidula Bellardi, 1847 † => Bela hispidula (Bellardi, 1847) †
- Raphitoma hypothetica Bellardi, 1848 † => Atoma hypothetica (Bellardi, 1848) †
- Raphitoma intermedia F. Nordsieck, 1968 => Raphitoma laviae (Philippi, 1844)
- Raphitoma kabuli Rolán, Otero-Schmitt & F. Fernandes, 1998 => Cyrillia kabuli (Rolán, Otero-Schmitt & F. Fernandes, 1998)
- Raphitoma leufroyi (Michaud, 1828) => Leufroyia leufroyi (Michaud, 1828)
- Raphitoma linearis (Montagu, 1803) => Cyrillia linearis (Montagu, 1803)
- Raphitoma lirifera Bellardi, 1877 † => Bela lirifera (Bellardi, 1877) †
- Raphitoma monterosatoi F. Nordsieck, 1977 => Raphitoma horrida (Monterosato, 1884)
- Raphitoma neapolitana F. Nordsieck, 1977 => Raphitoma pupoides (Monterosato, 1884)
- Raphitoma nebula (Montagu, 1803) => Bela nebula (Montagu, 1803)
- Raphitoma nuperrima (Tiberi, 1855) => Bela nuperrima (Tiberi, 1855)
- Raphitoma obesa Høisæter, 2016 => Cyrillia obesa (Høisæter, 2016)
- Raphitoma oceanicum Locard, 1891 => Bela oceanica (Locard, 1891)
- Raphitoma ornata Locard, 1891 => Bela ornata (Locard, 1891) => Mangelia costulata Risso, 1826
- Raphitoma peregrinator Locard, 1897 => Mangelia nuperrima (Tiberi, 1855) => Bela nuperrima (Tiberi, 1855)
- Raphitoma plicatella Bellardi, 1847 † => Bela plicatella (Bellardi, 1847) †
- Raphitoma powisiana Dautzenberg, 1887 => Bela powisiana (Dautzenberg, 1887)
- Raphitoma reconditum Locard, 1891 => Bela nuperrima (Tiberi, 1855)
- Raphitoma rissoi Locard, 1886 => Mangelia costulata Risso, 1826
- Raphitoma sandrii Brusina, 1865 => Mangiliella sandrii (Brusina, 1865) => Mangelia sandrii (Brusina, 1865)
- Raphitoma septenvillei Dautzenberg & Durouchoux, 1913 => Bela septenvillei (Dautzenberg & Durouchoux, 1913) => Bela nebula (Montagu, 1803)
- Raphitoma servaini (Locard, 1891) => Raphitoma oblonga (Jeffreys, 1867)
- Raphitoma strictum Locard, 1891 => Mangelia smithii (Forbes, 1840) => Mangelia costulata Risso, 1826
- Raphitoma substriolata Harmer, 1918 => Mangelia costulata Risso, 1826
- Raphitoma textilis (Brocchi, 1814) † => Rimosodaphnella textilis (Brocchi, 1814) †
- Raphitoma villaria Pusateri & Giannuzzi-Savelli, 2008 => Leufroyia villaria (Pusateri & Giannuzzi-Savelli, 2008)
- Raphitoma zamponorum Horro, Rolán & Gori, 2019 => Cyrillia zamponorum (Horro, Gori & Rolán, 2019)
- Raphitoma zonatum Locard, 1891 => Bela zonata (Locard, 1891)